# Johann Bayer
Johann Bayer (Rain, Baviera, 1572 – Augsburg, Bavier, 7 de març de 1625), fou un astrònom i advocat alemany. Va néixer a Rain, Baviera, el 1572. Va començar els seus estudis de filosofia a Ingolstadt, el 1592, i es va traslladar després a Augsburg, per a treballar com advocat. El seu interès per l'astronomia va començar durant la seva estada a Augsburg. Finalment es va convertir en l'assessor legal del consell de la ciutat d'Augsburg el 1612 on va morir el 1625.
Bayer és més famós pel seu atlas estel·lar Uranometria, publicat el 1603 i que fou el primer planisferi a cobrir tota l'esfera celeste. Aquest treball va introduir un nou sistema per a designar les estrelles, que actualment es coneix com la designació de Bayer, la lletra de Bayer o la nomenclatura de Bayer, a més de la introducció de diverses constel·lacions modernes.
El cràter Bayer a la Lluna va ser nomenat així en honor seu.